# Eyehategod
Eyehategod (uváděno i jako EHG) je americká metalová kapela založená roku 1988 ve městě New Orleans ve státě Louisiana. Je ovlivněná kapelami jako Melvins, Carnivore, The Obsessed, Discharge, Black Flag, Corrosion of Conformity, Black Sabbath, Celtic Frost, Confessor a Saint Vitus. Mezi zakládající členy patřila dvojice hudebníků Jimmy Bower (kytara) a Joe LaCaze (bicí). Její tvorbu lze charakterizovat jako sludge/hardcore/doom metal, proto se občas tento styl označuje jako sludgecore. Mezi témata kapely patří misantropie, utrpení, kriminalita, bída.
Debutní studiové album vyšlo roku 1992 a nese název In the Name of Suffering.

## Diskografie

### Dema
- Garden Dwarf Woman Driver (1989)
- Lack of Almost Everything (1990)

### Studiová alba
- In the Name of Suffering (1992)
- Take as Needed for Pain (1993)
- Dopesick (1996)[2]
- Confederacy of Ruined Lives (2000)
- Eyehategod (2014)
- A History of Nomadic Behavior (2021)

### EP
- Ruptured Heart Theory (1994)
- 99 Miles of Bad Road (2004)

### Kompilace
- Southern Discomfort (2000)
- 10 Years of Abuse (and Still Broke) (2001)
- Preaching the End-Time Message (2005)

+ několik split nahrávek, singlů a videí